# Pogromcy mitów
Prawda czy fałsz – pogromcy mitów (ang. MythBusters) – amerykański program popularnonaukowy produkowany przez australijską spółkę Beyond Television Productions nadawany pierwotnie na kanale Discovery Channel w Stanach Zjednoczonych. Z czasem serial zaczęto emitować w innych krajach, m.in. przez telewizję SBS One w Australii i kanał Quest w Wielkiej Brytanii. W Polsce program emitują stacje Discovery Channel, Discovery Science, a także w jakości HD Discovery HD Showcase. Gospodarzami programu są eksperci w dziedzinie efektów specjalnych: Adam Savage i Jamie Hyneman, którzy przy użyciu metod naukowych sprawdzają prawdziwość licznych plotek, mitów, scen z filmów i filmików wideo oraz licznych opowieści krążących w kulturze popularnej.
Odcinki Pogromców mitów kręcone są w San Francisco w Kalifornii, chociaż okazjonalnie fragmenty programu produkowane są w australijskim Artarmon. Planowanie oraz część eksperymentów odbywają się w warsztacie „pana z beretem” (Jamiego). Doświadczenia wymagające przestrzeni lub specjalnych warunków filmowane są w innych miejscach, zazwyczaj w okolicach San Francisco Bay Area. W trakcie trzeciego sezonu kilkoro członków ekipy Adama i Jamiego tzw. The Build Team, utworzyło nowy zespół, który obecnie zajmuje się testowaniem innych mitów niż dwójka prowadzących. W 2014 roku The Build Team opuścił program, a jedynymi prowadzącymi zostali Hyneman i Savage. 21 października 2015 roku telewizja Discovery ogłosiła, że zaplanowana na 2016 rok 14. seria Pogromców mitów będzie ostatnią, a po jej zakończeniu nie będą już produkowane nowe odcinki.

## Historia

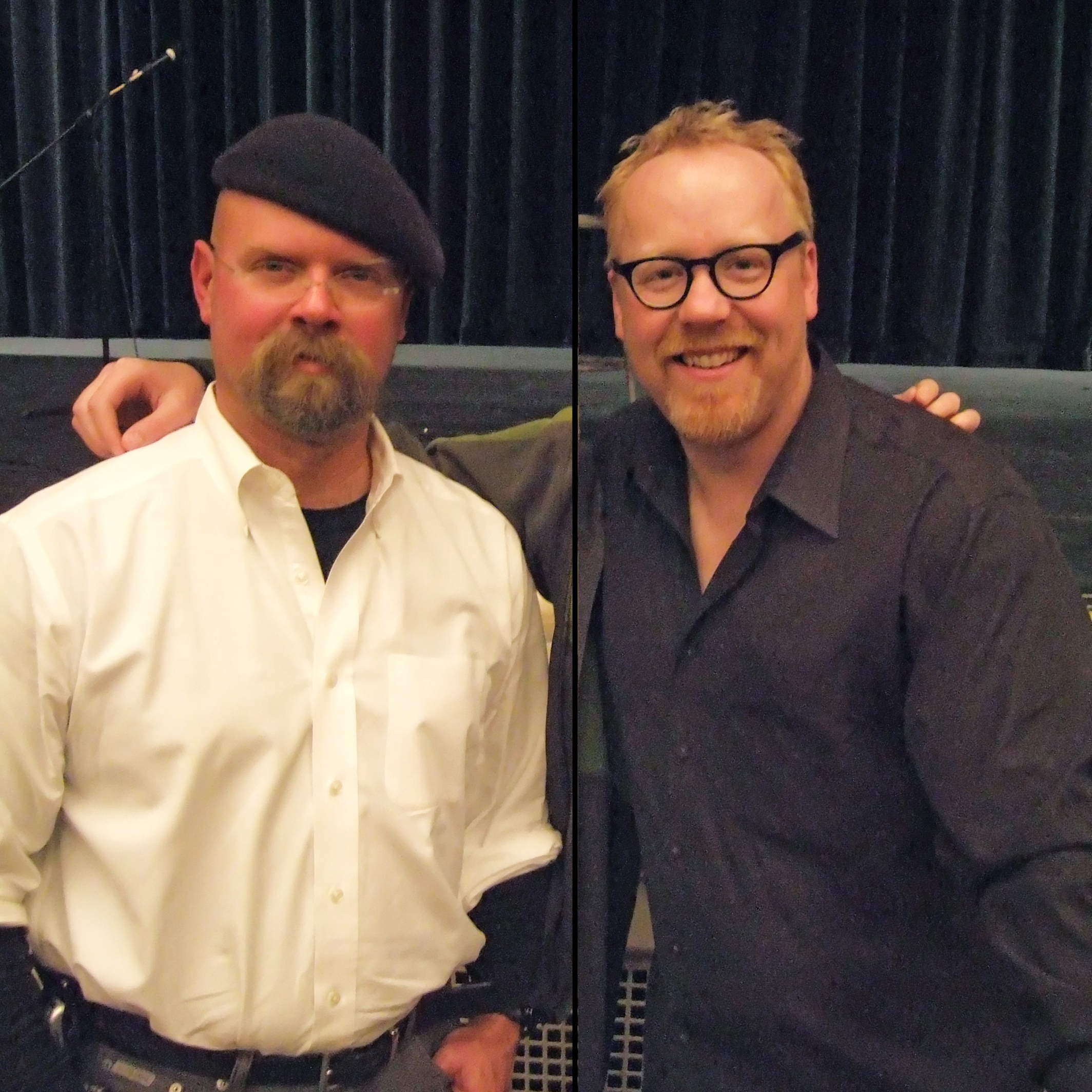
Jamie Hyneman i Adam Savage – główni prowadzący

Koncepcja programu została po raz pierwszy opracowana dla Discovery Channel przez australijskiego scenarzystę i producenta Petera Reesa w 2002. Według propozycji program miał nosić tytuł Tall Tales or True. Początkowo Discovery odrzuciło pomysł Reesa, ponieważ w tym czasie było już zajęte realizacją serialu o tej samej tematyce. Rees postanowił skoncentrować się na testowaniu kluczowych elementów mitu i nie ograniczać się tylko o opowiadania samej historii. Discovery wyraziło zgodę na opracowanie i współprodukcję trzech odcinków pilotażowych. Jamie Hyneman był jednym z ekspertów od efektów specjalnych, którego poproszono o nagranie własnej taśmy castingowej. Rees przeprowadzał z nim rozmowę kwalifikacyjną już podczas nagrywania segmentu o walkach robotów (robot combat) z programu Robot Wars dla innej produkcji Discovery, Spojrzenia w Przyszłość. Adam Savage, który współpracował z Jamiem przy produkcji reklam telewizyjnych oraz programu BattleBots opowiadającym o walkach robotów, został zaproszony przez niego do współprowadzenia programu, ponieważ zdaniem Savage’a, Hyneman uważał się za zbyt nudnego, by samemu prowadzić serial. W lipcu 2006 brytyjski kanał BBC Two rozpoczął nadawanie zmontowanej, trzydziestominutowej wersji Pogromców mitów. Odcinki emitowane przez Discovery w krajach europejskich czasami zawierają sceny nieemitowane w zwykłych odcinkach wersji amerykańskiej (niektóre z nich zostają w końcu zaprezentowane w odcinkach specjalnych).

## Obsada

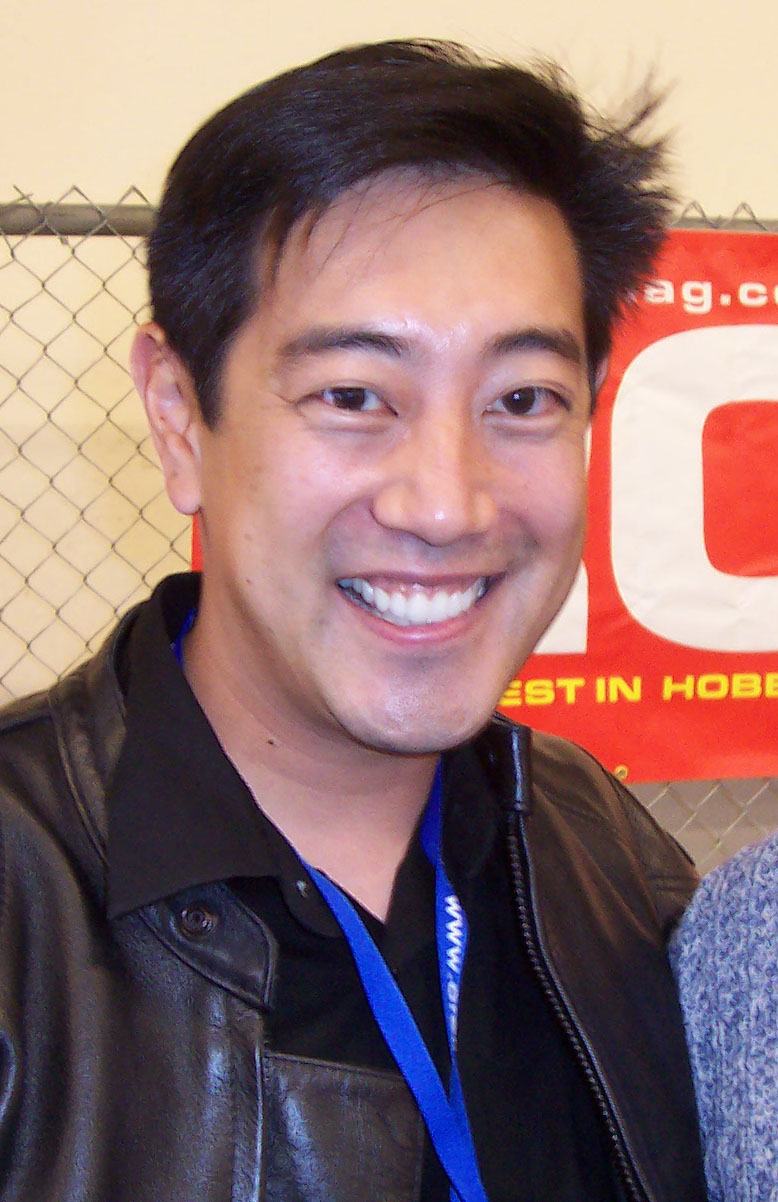
Członkowie Build Teamu: Grant Imahara

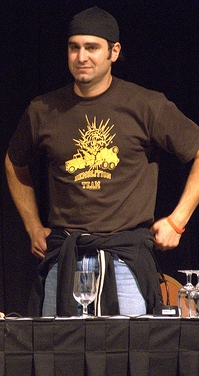
Tory Belleci

Adam Savage i Jamie Hyneman to pierwsi Pogromcy mitów, którzy na początku serii zajmowali się badaniem wszystkich mitów, wykorzystując własne doświadczenia zdobyte podczas tworzenia efektów specjalnych. Ich siedziba mieści się w warsztacie Hynemana – M5 Industries. Obaj korzystają z pomocy personelu, którego praca zazwyczaj nie jest pokazywana, ponieważ kamera skupia się przede wszystkim na działaniach Hynemana i Savage’a. Jednym z chwytów programu są interakcje pomiędzy Adamem i Jamiem, w których ten drugi odgrywa rolę osoby poważnej i uporządkowanej, podczas gdy „pan z czuprynką” gra łagodzącego atmosferę komedianta. W wersji oryginalnej narratorem programu jest Robert Lee.
Wraz z rozwojem serii niektórzy członkowie ekipy Hynemana zostali przedstawieni publiczności i zaczęli regularnie pojawiać się w kolejnych odcinkach. Troje z nich, artystka Kari Byron, budowniczy Tory Belleci oraz specjalistka w dziedzinie metalurgii Scottie Chapman, utworzyło w czasie trwania drugiego sezonu programu nowy zespół Pogromców, znany jako „Build Team”. Po tym, jak w trzecim sezonie Chapman opuściła program z przyczyn osobistych, jej miejsce zajął ekspert od elektryki i budowy robotów Grant Imahara. Kiedy w połowie 2009 Byron udała się na urlop macierzyński jej miejsce tymczasowo zajęła Jessi Combs, znana głównie ze współprowadzenia programu Spike’s Xtreme 4×4. Obecnie Build Team pracuje w swoim własnym warsztacie o nazwie M7, w którym testuje mity, którymi nie zajmuje się duet Savage-Hyneman. W odcinkach, w których drużyny pracują nad różnymi mitami, widzowie na przemian obserwują poczynania duetu prowadzących oraz Build Teamu.
W programie brało w przeszłości udział dwoje stażystów, nazywanych Mythterns. Byli to zwyciężczyni konkursu Discovery Channel Christine Chamberlain oraz zwyciężczyni konkursu budowniczego Jess Nelson. Obecnie żadna z nich nie występuje w Pogromcach mitów. W pierwszym sezonie w programie pojawiały się fragmenty rozmów z folklorystką Heather Joseph-Witham, która objaśniała pochodzenie pewnych mitów, oraz z ludźmi, którzy znali właśnie testowane mity z własnego doświadczenia. Z czasem te elementy zostały porzucone. Z drugiej strony Pogromcy często konsultują się z ekspertami w dziedzinach, których dotyczy mit wtedy, gdy potrzebują pomocy. Podczas badania mitów związanych z użyciem broni palnej zazwyczaj korzystają oni z pomocy porucznika Ala Normady’ego z Departamentu Policji w Południowym San Francisco, natomiast przy sprawdzaniu opowieści o eksplozjach najczęściej pomaga im emerytowany ekspert FBI ds. ładunków wybuchowych Frank Doyle oraz sierżant J.D. Nelson z Biura Szeryfa Okręgu Alameda.

Nieformalnym członkiem zespołu Pogromców mitów jest Buster, manekin wypożyczony na potrzeby programu z Narodowego Biura ds. Bezpieczeństwa na Autostradach. Manekin pod względem masy, kształtu i innych cech naśladuje ciało człowieka, więc w wielu sytuacjach świetnie zastępuje właściwych, żywych aktorów. Podczas badania jednego z mitów rozpadł się na części, jednak dla potrzeb kolejnej serii Pogromcy „przywrócili go do życia”, by dalej im służył jako Buster 2.0.

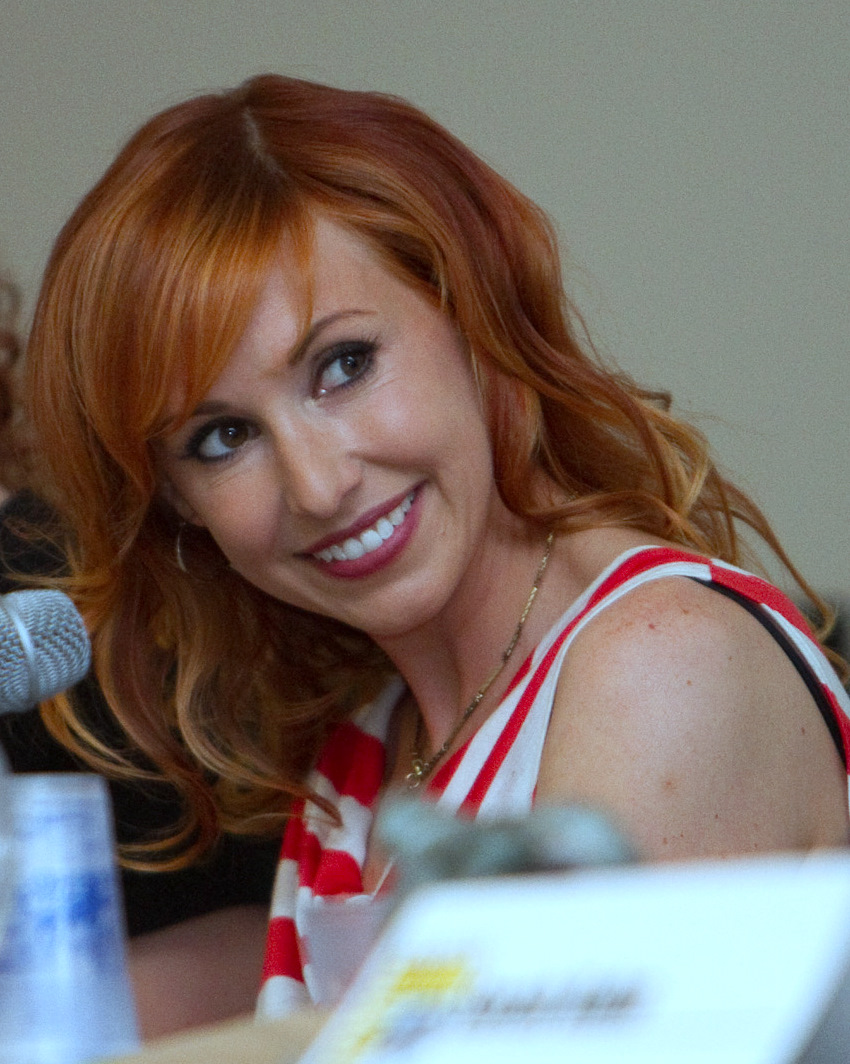
Kari Byron

## Forma programu
W każdym z odcinków Pogromcy mitów skupiają się sprawdzeniu kilku znanych miejskich legend, pogłosek krążących w internecie i innych mitów. Lista mitów gromadzona jest na podstawie różnych źródeł takich jak osobiste doświadczenia członków ekipy bądź personelu czy propozycje fanów programu zamieszczane na oficjalnym forum serii. Zdarza się, że produkowane są odcinki, w których kilka lub wszystkie mity są związane z tym samym zagadnieniem np. opowieści o rekinach czy piraci. Takie odcinki nazywane są w programie „Specjalnymi” („Tematycznymi”). Do maja 2009 cztery mity wymagały tak intensywnych przygotowań i testowania, że wyłącznie im zostały poświęcone całe odcinki, natomiast cztery odcinki specjalne zostały wydłużone do dwóch części.

### Metodyka badawcza
Proces testowania mitów przebiega zazwyczaj w dwóch fazach. W pierwszych odcinkach programu zostały one opisane przez Adama jako „odtwarzanie okoliczności, a następnie odtwarzanie skutków”. Oznacza to, że najpierw zespół koncentruje się na odtwarzaniu okoliczności, w których rzekomo wydarzył się mit, by określić, czy opisane w micie wydarzenia mają miejsce w rzeczywistości. Jeśli okaże się, że nie, zespół „modyfikuje” okoliczności w celu uzyskania opisanego w micie rezultatu. Przy okazji badania wybranych opowieści członkowie jednego z zespołów (najczęściej Hyneman i Savage) organizują przyjacielską rywalizację, aby przekonać się, które z nich opracuje rozwiązanie najlepsze do odtworzenia wyników mitu. Dotyczy to zazwyczaj opowieści, w których należy zbudować jakieś urządzenie potrzebne do potwierdzenia mitu (np. błyskawiczne schładzanie piwa czy szukanie igły w stogu siana).
Chociaż zespoły nie opracowały żadnych specjalnych schematów postępowania w przypadku konieczności zastosowania fizycznych procedur, podczas badania większości mitów zazwyczaj zachodzi konieczność budowy urządzeń pomocniczych. Wykorzystując wyposażenie swoich warsztatów, Pogromcy konstruują liczne urządzenia mechaniczne oraz tworzą tło wymagane do wiernego odtworzenia okoliczności podanych w micie. Aby zwiększyć bezpieczeństwo oraz zapewnić powtarzalność podczas eksperymentu czynności normalnie wykonywane przez ludzi są często imitowane przy pomocy mechanicznych środków. Sposoby testowania mitów są zazwyczaj planowane i wykonywane w taki sposób, aby poprzez zastosowanie wybuchów, płomieni oraz zderzeń pojazdów uzyskać jak najdramatyczniejsze efekty wizualne. Z tego względu opowieści, do których sprawdzania potrzebne są materiały wybuchowe, broń palna oraz kolizje pojazdów, są względnie częste.
Część testów odbywa się w warsztatach Pogromców, jednak wiele badań wymaga przeprowadzania w otwartej przestrzeni. W pierwszych sezonach programu testy odbywały się na parkingu przy M5. Znajdujący się na nim kontener jest często stosowany jako pomieszczenie izolujące, wykorzystywane do przeprowadzania niebezpiecznych testów, które inicjowane są z zewnątrz. Wzrost budżetu w następnych sezonach umożliwił Pogromcom częstsze podróże do innych rejonów San Francisco oraz w okolice pobliskiej zatoki. Najczęstszymi plenerami dla filmowania testów w okolicach Zatoki San Francisco są stare, zamknięte obiekty wojskowe (m.in. Naval Air Station Alameda, Naval Station Treasure Island, Marin Headlands, Hunters Point Naval Shipyard, Mare Island Naval Shipyard, Hamilton Air Force Base czy strzelnica w Alamedzie). Zdarza się, że niektóre odcinki, głównie specjalne, kręcone są poza Kalifornią, a nawet poza obszarem Stanów Zjednoczonych.
Wyniki doświadczeń mierzone są w naukowy sposób, dopasowany do przeprowadzanego eksperymentu. Czasami rezultaty mogą być mierzone przy zastosowaniu prostych liczbowych urządzeń pomiarowych, takich jak mierniki uniwersalne czy różne typy termometrów. Do mierzenia rezultatów testów, które nie dają wartości liczbowych, zespoły korzystają z najróżniejszych rodzajów wyposażenia, które może zapewnić dające się zaobserwować wyniki. Ponieważ badanie fizycznych skutków niektórych mitów, które mogłoby się okazać zbyt niebezpieczne do testowania na żywej osobie, Pogromcy mitów wykorzystują analogi. W pierwszych sezonach często stosowane były manekiny z testów zderzeń samochodowych (najbardziej znanym z nich był Buster), służące do obserwacji obrażeń zewnętrznych oraz żel balistyczny do badania urazów wewnętrznych. Z czasem do mitów, w których szczególnie ważna jest symulacja budowy ludzkiego ciała, jego kości oraz organów, w programie zaczęto stosować tusze wieprzowe. W kilku przypadkach, do imitowania poszczególnych części ciała, stosowano modele prawdziwych kości umieszczone w żelu balistycznym.
Zarówno ze względów wizualnych, jak i do określania rezultatów testów, stosowane są kamery do zdjęć zwolnionych, robiące zdjęcia w ekstremalnie szybkim tempie. Stosowanie ich do kręcenia poruszających się obiektów na wprost skali z podziałką do określania prędkości przedmiotów stało się znakiem firmowym serii.
Faza testowania widziana w telewizji jest często modyfikowana ze względu na ograniczenia czasowe, jakie niesie ze sobą odcinek telewizyjny. Wielokrotnie może się wydawać, że zespoły ogłaszają wyniki na podstawie mniejszej liczby powtórzeń oraz mniejsze liczby danych niż w rzeczywistości. W odcinku specjalnym, zawierającym nieemitowane wcześniej sceny, Pogromcy wyraźnie podkreślili, że tak naprawdę każdy mit analizują bardzo dogłębnie, a eksperymenty wielokrotnie powtarzają w wielu różnych konfiguracjach, ale nie są w stanie pokazać ich wszystkich w jednym odcinku programu. Począwszy od piątego sezonu, każdy odcinek zawiera wskazówkę dla widzów radzącą im odwiedzenie strony internetowej serii, na której można obejrzeć wersje testów nieprezentowane w emitowanym odcinku lub inne aspekty danego mitu. Adam Savage przyznał, że nie zawsze są w stanie uzyskać satysfakcjonująco dużą liczbę rezultatów, by definitywnie rozwiać wszelkie wątpliwości dotyczące mitów.
W odpowiedzi na krytykę, jaka na nie spadła za ich metody oraz otrzymane dzięki nim wyniki zespoły nakręciły kilka odcinków Myths Revisited, w których ponownie zajmowały się mitami, by ustalić, czy uwagi widzów miały podstawy. Odcinki te doprowadziły do zmiany werdyktów nad niektórymi opowieściami, jak i utrzymania ocen dotyczących innych mitów, które już w przeszłości udało im się obalić.
Istnieją pewne rodzaje mitów, których badania Pogromcy odmawiają. Zjawiska paranormalne, takie jak duchy czy kosmici nie są przedmiotem zainteresowania programu, ponieważ nie nadają się do badania metodami naukowymi. Jedynym wyjątkiem wśród tej kategorii była piramida mocy. Zespoły wyraziły również niechęć wobec badania teorii spiskowych, takich jak zabójstwo Johna F. Kennedy’ego czy zamach terrorystyczny z 11 września, chociaż zgodziły się na podjęcie się udowodnienia nieprawdziwości części teorii spiskowych dotyczących lądowania na Księżycu. Twórcy programu starają się unikać eksperymentów szkodliwych dla zwierząt, chociaż w jednym odcinku wykorzystali karaluchy oraz inne laboratoryjne owady do bombardowania ich zabójczymi dawkami promieniowania. Zespół realizatorski wyjaśnił później, że te zwierzęta były specjalnie karmione do wykonywania eksperymentów i prawdopodobnie i tak by zginęły. Książka „MythBusters: The Explosive Truth Behind 30 of the Most Perplexing Urban Legends of All Time” podaje listę tuzina mitów, których zbadanie wydaje się szczególnie mało prawdopodobne (w ostateczności przetestowano cztery z nich). Adam przyznał, że ciężko jest sprawdzać mity, które wymagają udowodnienia od nich nieprawdziwości ogólnych prawideł ze względu na nieodłączną trudność dowodzenia zaprzeczenia. W wyniku tego celem Pogromców podczas badania takich mitów jest udowodnienie nieskuteczności metod, które są uważane za konieczne do odtworzenia rezultatów. Oprócz tego niektóre mity nie są testowane ze względu na obiekcje stacji Discovery Channel lub jej reklamodawców.

### Wyniki eksperymentów
Wraz z końcem testowania każdy z mitów zostaje uznany za „obalony”, „prawdopodobny” lub „potwierdzony”.

#### Obalony (Busted)
Wyniki opisywane w micie nie są możliwe do osiągnięcia, ani przy zastosowaniu danych parametrów, ani przy ich wyraźnej modyfikacji. W przypadku, gdy mit zostaje uznany za obalony, Pogromcy często podejmują się zadania osiągnięcia efektów podanych w micie niezależnie od tego, że badana przez nich opowieść okazała się nieprawdziwa. W programie takie podejście nazywane jest „sposobem pogromców mitów” („the MythBusters way”) i często prowadzi do wykazania, że okoliczności konieczne do wiernego odtworzenia obalonego mitu są fizycznie niemożliwe (wymagają sprzętu, który nie istnieje lub warunków, które fizycznie nigdy nie wystąpią), wysoce nieprawdopodobne (wymagające tak wiele czasu/wyposażenia, że mit, chociaż teoretycznie możliwy staje się zbyt niepraktyczny, by mógł się wydarzyć) lub prowadzą do śmierci lub poważnych urazów u uczestnika danej opowieści.
Niektóre z tych mitów zostają potem zbadane ponownie, o ile widzowie są niezadowoleni z wyników, i zostają uznane za „Ponownie obalone” (Re-Busted), jeśli rezultaty drugiego podejścia do mitu okażą się zdaniem zespołu porażką (raz się zdarzyło, że mit został potrójnie obalony).

#### Prawdopodobny (Plausible)
Mit zostaje uznany za prawdopodobny pod kilkoma warunkami:
- Opisane w micie rezultaty są możliwe do odtworzenia dzięki zmianom niektórych parametrów o rozsądny i realistyczny margines. Może być to spowodowane faktem, że z biegiem czasu opowiadanie mitu może doprowadzić do lekkich modyfikacji jego faktycznej treści. Poza tym, w niektórych przypadkach pewne materiały mogą okazać się konieczne do zastąpienia innymi w trakcie testowania mitu, ale pod warunkiem, że nowe materiały są bardzo podobne do stosowanych poprzednio i, zazwyczaj, łatwo dostępne, by nie okazały się zbyt kosztowne bądź niepraktyczne.
- Jeśli brak jakiejkolwiek dokumentacji dotyczącej mitu, a mimo to Pogromcy są w stanie odtworzyć jego rezultaty w sposób bliski znanej wersji mitu, np. mit głoszący, że piraci nosili opaski na oczy, by poprawić widzenie w ciemności.
- W przypadku, kiedy rezultaty opisane w micie są osiągalne, jednak w sposób bardzo niebezpieczny lub mniej efektywny niż bardziej popularne metody, którymi można osiągnąć pożądany efekt. Przykładem takiej sytuacji była opowieść „Samochód kontra deszcz”. Pogromcy uznali mit za prawdopodobny, ale nie zalecany ze względu na ryzyko, jakie niesie ze sobą szybka jazda samochodem po mokrej jezdni, chociaż sam mit był całkowicie prawdziwy.
- Niekiedy mit zostaje sklasyfikowany jako prawdopodobny pod warunkiem, że opisany przebieg mitu odnosi efekt podobny, ale o mniejszej intensywności, od opisanego w opowieści.

#### Potwierdzony (Confirmed)
Pogromcy mitów są w stanie odtworzyć całkowicie lub w bardzo dużym stopniu opisany w micie rezultat przy zachowaniu danych okoliczności.
Jeśli mit nie posiada dokładnie sprecyzowanego opisu wydarzeń, Pogromcy wybierają jego wszystkie sensowne warianty. Aby mit został uznany za potwierdzony, wystarczy, by choć jeden z jego wariantów został potwierdzony. Przykładem takiej sytuacji był mit mówiący, że łatwo jest zastrzelić rybę w beczce; chociaż trafienie ryby pociskiem było trudne, okazało się, że sama zmiana ciśnienia wywołana przez strzał jest w stanie ją zabić. Z tego powodu mit został uznany za potwierdzony. Podczas pierwszego sezonu stosowany był termin „Prawda”.

## Mity obalone
| Mit | Informacje / uwagi |
| --- | --- |
| Alkohol rozgrzewa na mrozie. | Uczucie ciepła jest tylko chwilowe – alkohol rozszerza naczynia krwionośne, przez co ciepła krew dociera do wszystkich zakamarków. Ale ostatecznie to skutkuje ochłodzeniem centralnych części ciała o 1 °C, gdyż krew chłodzi się przepływając przez naczynia tuż pod skórą. Naturalnym procesem na mrozie jest zwężanie się naczyń krwionośnych, by tracić jak najmniej ciepła. |
| Balony wypełnione helem mogą unieść dziecko. | Potrzeba ich setek, by unieść przeciętne trzyletnie dziecko. Zupełnie inaczej niż przedstawiają to filmy komediowe, w których zwykle kilkanaście balonów zabiera ze sobą malca. |
| Biżuteria zwiększa prawdopodobieństwo uderzenia przez piorun. | |
| Przysłowia i powiedzenia: Byk w składzie porcelany. | Byki nie tłukły poustawianej w zagrodzie porcelany, wręcz przeciwnie – starały się jej nie potłuc, omijając poustawiane półki. |
| Przysłowia i powiedzenia: Czerwona płachta prowokuje byka do ataku. | Testy z użyciem czerwonej, białej i niebieskiej płachty wykazały, że byki nie zwracają uwagi na kolor, ale na ruch materiału. W końcowej fazie eksperymentu na arenę wpuszczono Tory’ego w czerwonym dresie, lecz byk nie zwrócił uwagi na niego, zajęty biegającymi dookoła kowbojami. |
| Użycie dużego arkusza sklejki jako spadochronu może złagodzić upadek ze znacznej wysokości na tyle, by spadający przeżył.                                                                                                   | Niemożliwe. Buster nie przeżył, a sterowanie było za trudne. |
| Czyszczenie betoniarek dynamitem. | Ostatecznie betoniarkę wysadzono w powietrze. |
| Gliniane naczynia przechowują dźwięki z odległej przeszłości na zasadzie podobnej do fonografu Edisona. | Próby odtworzenia dźwięków z glinianych naczyń nie powiodły się. |
| Istnienie legalnego sposobu oszukania policyjnego radaru. | Nie istnieje legalny sposób oszukania radaru, dopiero pojazd poruszający się ponad 400 km/h nie uruchomił radaru. |
| Japońscy żołnierze w czasie II wojny światowej przecinali mieczami lufy amerykańskich karabinów. | Mit wydawał się wiarygodny, ponieważ lufa staje się gorąca po wystrzeleniu wielu pocisków. W końcu udało się ją przeciąć, po zdjęciu perforowanej osłony i z wykorzystaniem robota o nadludzkiej sile. W naturalnych warunkach można spowodować najwyżej niedużą rysę. |
| Kichnięcie z otwartymi oczami spowoduje ich wypadnięcie. | To nie jest możliwe. |
| Nasosznik trzęś ma śmiertelnie groźny jad, jednak jego szczękoczułki nie są w stanie przebić skóry. | Szczękoczułki nasosznika mogą przebić ludzką skórę, ale jad nie jest śmiertelny dla człowieka. |
| Korzystanie z telefonu komórkowego na stacji benzynowej może spowodować wybuch. | Wybuchy powodują wyładowania elektryczne w przypadku naelektryzowania spowodowanego ubraniami z tworzyw sztucznych. |
| Lina hamująca samoloty lądujące na lotniskowcu może przeciąć człowieka na pół, jeśli pęknie. | Nie może, zadaje jednak bardzo dotkliwe rany. |
| Linka przyczepiona do tylnej osi samochodu spowoduje wyrwanie jej, gdy samochód ruszy. | W takiej sytuacji może się tylko zerwać linka, co może być śmiertelnie groźne dla obserwatorów. Sztuczka nie udała się nawet po nadpiłowaniu amortyzatorów. By uzyskać ten efekt w filmach, specjaliści od efektów specjalnych używają słabych ładunków wybuchowych. |
| Moneta zrzucona z dachu Empire State Building może zabić. | Może spowodować najwyżej bolesne zadrapanie, chyba że trafi w oko. |
| Możliwa jest eksplozja włosów posmarowanych pomadą. | Włosy mogą się zapalić, ale nie wybuchną. |
| Oszukiwanie alkomatu przez wkładanie do ust różnych przedmiotów. | |
| Ninja może ręką złapać strzałę z łuku. | Dokonała tego dopiero mechaniczna dłoń o pięciokrotnie krótszym niż ludzki czasie reakcji. |
| Można wyskoczyć z samolotu i przeżyć upadek dzięki tratwie ratunkowej. | Nie da się w locie otworzyć tratwy i ustawić na niej odpowiednio. |
| Niewzmocniony ludzki głos może ugasić ogień. | Testy wykazały, że gaszenie ognia głosem jest możliwe, ale tylko wzmocnionym. |
| Ninja potrafi dłonią zepchnąć pocisk z toru lotu. | Niemożliwe z powodu zbyt dużej prędkości lecącego pocisku. |
| Obcięcie głowy przez wentylator sufitowy. | Łopaty wentylatora powodowały tylko lekkie zadrapanie. Nawet po zamontowaniu na wentylatorze ostrzy z kosiarki do trawy szyja została przecięta tylko do połowy. |
| Łapanie katany w otwarte dłonie. | Nawet jeśli uda się złapać we właściwym czasie, energia kinetyczna nie pozwoli utrzymać miecza i ofiara zostanie trafiona w głowę. |
| Oddawanie moczu na trzecią szynę może spowodować porażenie prądem. | Strumień moczu rozdziela się na pojedyncze krople, dlatego obwód nie zostanie zamknięty, chyba że osoba oddająca mocz kucnie i będzie stała na ziemi boso. |
| Odbieranie sygnałów radiowych przez metalowe plomby. | |
| Opowieść o tym, jak ktoś użył podnośnika koszowego, by wyjąć silnik z samochodu, stał na nim i został odrzucony jak z katapulty.                                                                                            | Buster „nawet nie rozlał kawy”. |
| Papieros może zapalić benzynę. | |
| Płetwonurek zostaje przyssany przez pompę nabierającą wodę dla helikoptera pożarniczego i zrzucony na płonący las. | Ofiara musiałaby być bardzo blisko pompy, a dodatkowo sama pompa musiałaby mieć zdemontowany lejek i sito zapobiegające wciągnięciu ryb i innych substancji stałych. Po zdjęciu tej osłony i przyłożeniu manekina został on przyssany (choć nie powinien mieć problemu z oderwaniem się). Po wynurzeniu rury manekin odpadł. Poza tym nurek musiałby usłyszeć hałas. |
| Podczas zderzenia z łosiem, jeśli nie ma czasu na hamowanie, należy przyśpieszyć. | Nie działa, a zniszczenia były nawet większe. |
| Podpalony fortepian może „eksplodować”, z powodu zerwania elementów napinających struny. | Im wyższa temperatura, tym niższe napięcie strun w wyniku rozszerzalności temperaturowej. |
| Pokrycie farbą całego ciała jest śmiertelne (ma powodować uduszenie się) – mit z jednego z filmów o Jamesie Bondzie. | W rzeczywistości człowiek może się źle czuć z powodu gorąca, lecz niedobór tlenu uzupełnia głębszym oddychaniem. |
| Portfele ze skóry węgorza elektrycznego mogą skasować karty magnetyczne. | W rzeczywistości galanterię „z węgorza” wykonuje się ze skóry śluzicy, która broniąc się wydala znaczne ilości śluzu. Dla pewności kartę przyłożono do żywego węgorza – nie została skasowana. |
| Postrzelenie z broni palnej powoduje, że ciało zostaje odrzucone na odległość kilku metrów. | Jest to trik filmowy, przeczący trzeciej zasadzie dynamiki Newtona – strzelający także musiałby zostać odrzucony, do czego potrzeba by było co najmniej armaty. Mit obalono dwukrotnie. |
| Proca gigantycznych rozmiarów do przerzucania imigrantów przez granicę USA. | Nie da się osiągnąć wystarczającej odległości i precyzji, a lądowanie byłoby prawdopodobnie zabójcze, nawet na materacach. |
| Przedziurawienie srebrnej monety z westernowego rewolweru. | Niemożliwe przy użyciu ołowianej kuli z tamtej epoki – tylko wybrzusza monety. Można ją natomiast przestrzelić współczesnym pociskiem. |
| Przestrzelenie sznura, na którym powieszono człowieka, jedną kulą. | Potrzeba do tego co najmniej dwóch strzałów. |
| Pudełko chusteczek do nosa leżące z tyłu samochodu może przy zderzeniu zabić kierowcę. | Może co najwyżej zranić. |
| Rozpłatanie wystrzelonej z łuku strzały drugą strzałą. | Nie pozwala na to struktura drewna, poza tym strzała wygina się, lecąc. W filmach z Robin Hoodem stosowano bambus, nieznany w średniowiecznej Brytanii. W programie Brainiac wszystko udało się bez problemu (strzała nie była z bambusa). |
| Ryby akwariowe nie są w stanie zapamiętać niczego na dłużej niż trzy sekundy. | Mit obalono na samym początku, gdy rybki Jamiego po paru dniach zaczęły go rozpoznawać. |
| Podskok w odpowiednim momencie podczas upadku windy może uratować życie. | Windę zwolniono z ósmego piętra. W momencie upadku osiągnęła 85 km/h. Dzięki mechanizmowi autorstwa Jamiego Buster podskoczył z prędkością 3 km/h. Zatem nawet jeśli podskoczyć we właściwym momencie, prędkość spadania ciała zmniejszy się bardzo nieznacznie. Warto nadmienić, że jeśli szyb windy jest bardzo szczelny, a kabina dobrze spasowana, może się wytworzyć poduszka powietrzna, która obniży prędkość na tyle, by przeżyć. Warunkiem jest znaczna wysokość szybu.           |
| Lodowy pocisk, który po zabiciu ofiary nie zostawia żadnych śladów. | Niemożliwe – w temperaturze gazów prochowych lód natychmiast zamienia się w parę. |
| Tatuaż może „wybuchnąć” w urządzeniu do rezonansu magnetycznego, gdyż tusz zawiera żelazo. | |
| Wir wodny może zatopić statek. | |
| Zatkanie palcem lufy powoduje zranienie lub nawet zabicie strzelca. | Obrażeń doznawał tylko palec, strzelec był nietknięty. |
| Wybuchający młotek – mit mówi, że młotki starego typu są twarde, ale kruche, przez co mogą „wybuchnąć” uderzone o kowadło. Współczesne, zahartowane latami pracy mogą stracić elastyczność na tyle, by stanowić zagrożenie. | Zawodowi kowale przysłali nawet własne młotki. Stwierdzono tylko, że mocno używane narzędzie przy bardzo silnym uderzeniu może lekko pęknąć i potencjalnie zranić odłamkiem, lecz w żadnym razie nie „eksploduje”. |
| Wypadnięcie przez szybę bez uszczerbku na zdrowiu. | Tylko wtedy, gdy szkło jest naprawdę cienkie. |
| Dłubiąc w drzwiach samochodu wytrychem można uruchomić boczną poduszkę powietrzną, która wystrzeli wytrych z siłą, która może przebić czaszkę.                                                                              | Mit nie ma sensu, gdyż boczna poduszka powietrzna jest zamontowana zupełnie gdzie indziej. |
| Zapalenie papierosa w szczelnie zamkniętej toalecie może spowodować wybuch. | |
| Zatrucie własnymi gazami jelitowymi. | Niemożliwe ze względu na długi okres ich kumulacji oraz konieczność pozostania w tej samej pozycji przez min. 16 miesięcy. |
| Zatrzymanie pędzącego samochodu poprzez wrzucenie wstecznego biegu. | |
| Złapanie pocisku pistoletowego w zęby. | Pocisk uszkodzi ludzkie zęby krusząc je. |
| Bieg zygzakiem może ułatwić ucieczkę przed krokodylem. | Mit nie ma sensu, gdyż te zwierzęta nie gonią ofiary na lądzie. Atakują, jeśli potencjalna zdobycz znajdzie się w wodzie lub bardzo zbliży się do niej. Nieudana próba kończy polowanie. Instalacje, które zbudowali Młodzi Pogromcy nie zostały wykorzystane, gdyż zwierzęta nie miały zamiaru wyjść z wody. Jednego aligatora udało się wywabić mięsem. Kari Byron zygzakowała, lecz nie uciekała, gdyż drapieżnik poruszał się bardzo wolno – znaczną prędkość osiągają tylko w wodzie. |
| „Resorak”, jadąc z górki, może prześcignąć prawdziwy samochód. | Tylko na dystansie nie dłuższym niż 100 metrów, ponieważ auto jest cięższe od resoraka i po dłuższym dystansie (100metrów) po prostu wyprzedza go. |
| Tysiąc pszczół może podnieść laptop. | Siła tworzona przez pszczoły trafiała w laptop. Mit został potrójnie obalony. |
| Zjazd po linie kolejki linowej za pomocą trzymanych w ręku jeansów. | Wytwarza się zbyt duże tarcie. Spodnie mogą się co najwyżej porwać. |
| Przysłowia i powiedzenia: Łatwe jak zabranie dziecku lizaka. | |

## Mity prawdopodobne
Taki status otrzymują zwykle mity „niepraktyczne”, czyli potwierdzone, choć ten sam cel można osiągnąć łatwiej w inny sposób. Także te eksperymenty, których wyniki nie dały jednoznacznej odpowiedzi lub potwierdzone, ale bez wiarygodnych przesłanek, że opisana historia zdarzyła się naprawdę.
- Możliwe jest, żeby podczas defibrylacji spalił się stanik.
- Opowieść o tym, jak robotnik, podnoszący beczkę cegieł za pomocą krążka stałego, został uniesiony w górę rusztowania. Beczka się rozbiła, robotnik spadł na ziemię, puszczając przy okazji linę, i spadły na niego szczątki beczki – mit uznano za mało prawdopodobny. Eksperyment wykazał, że nawet mocno uszkodzona beczka nie rozpadnie się. Chyba że robotnicy zdejmą z niej metalowe obręcze i ustawią w miejscu upadku postawioną na boku deskę, czego trudno oczekiwać. Nigdy nie potwierdzono, by zdarzył się taki wypadek. Historyjka pochodzi z krótkiego, żartobliwego komiksu.
- Piłeczki pingpongowe mogą wypchnąć na powierzchnię zatopioną łódź. Jest to możliwe, lecz obecny przy eksperymencie fachowiec od wydobywania zatopionych wraków „wolał inne metody”. Warto nadmienić, że pod koniec programu przedstawiono strony wydanego w latach czterdziestych komiksu, w którym Kaczor Donald i siostrzeńcy posłużyli się bardzo podobną metodą. Być może to było źródłem mitu.
- Siedząc w małym domku na odludziu, bez dóbr cywilizacji i niczego czym można by się zająć, można zwariować. Adam i Jamie siedzieli w małych domkach w środku alaskańskiej zimy. Obserwowani przez kamery, wypełniali testy umysłowe i badali swoją ślinę, nudząc się, lub próbując zabić czas snem i gimnastyką. Po trzech dniach wyniki nie były ani pozytywne, ani negatywne. Kari uznała, że wszystkie oczekiwane objawy wystąpiły u Adama, ale tylko jeden (zwiększona senność) u Jamiego.
- Przemawianie do roślin korzystnie wpływa na ich rozwój – nie stwierdzono znaczącej różnicy pomiędzy groszkiem słuchającym heavy metalu, muzyki poważnej, miłych słów i obelg. W subiektywnej ocenie lepiej wypadł groszek rosnący przy muzyce. Plony w grupie kontrolnej były zdecydowanie gorsze. Jednak próba była za mała, by bezapelacyjnie potwierdzić mit.
- Przeżycie upadku w samolocie z wysokości 10000 metrów – Mitu nie potwierdzono, ale takie przypadki w rzeczywistości miały miejsce, np. Juliane Köpcke, Vesna Vulović.
- Słonie boją się myszy – Testy na potwierdzenie tego mitu, znanego m.in. z filmów rysunkowych, przeprowadzono w RPA. Mysz ukryto pod odchodami słonia i za pomocą sznurka odsłonięto mysz. Za każdym razem, słonie, widząc mysz, szybko omijały ją. Nie panikowały jednak jak na filmach.
- Zabicie snajpera strzelając w lunetę, gdy on celuje – za pierwszym podejściem mit został obalony, lecz po e-mailach widzów powtórzono eksperyment. Ogólnie jest to mało prawdopodobne, bo soczewki ze względu na kształt „odbijają pocisk w bok” (rykoszet), co pochłania jego energię. W drugim eksperymencie użyto, zamiast współczesnej broni, karabinu Mosin Nagant z zamontowaną lunetą PU. Pocisk wbił się w oko głowy z żelu balistycznego, co potwierdza prawdopodobieństwo zdarzenia.
- Próżniowy sedes w samolocie może przyssać „siedzenie” człowieka. Udało się to osiągnąć dopiero po rozebraniu toalety i m.in. pozbawianiu jej zabezpieczenia przeciwdziałającego właśnie takiemu przyssaniu.
- Surowe ciasto w puszce rozsadza tę puszkę w temperaturze powyżej 50 °C. Umieszczone w rozgrzanym nagrzewnicami samochodzie puszki zaczęły eksplodować po godzinie, lecz nie udokumentowano takiego przypadku.

## Mity potwierdzone
- Przysłowia i powiedzenia: Proste jak zastrzelenie ryby w beczce – rybę trudno trafić bezpośrednio, jednakże wystarczy sama zmiana ciśnienia wywołana przez strzał, aby ją zabić.
- Bakterie kałowe można znaleźć na szczoteczkach do zębów – w śladowych ilościach te bakterie znajdują się w całym mieszkaniu.
- Bateria z Bagdadu.
- Bieganie podczas deszczu powoduje, że ubranie nasiąka wodą mniej, niż gdyby się szło. Mit obalono w sztucznie kontrolowanych warunkach. Potwierdzono go w prawdziwym deszczu.
- Chińska tortura wodna.
- Jazda na nartach wodnych ciągniętych przez łódź wiosłową – pod warunkiem, że wiosłują zawodowcy na odpowiednio dużej łodzi.
- Kartkę papieru można złożyć więcej niż siedem razy – o ile jest dostatecznie cienka.
- Możliwe jest zbudowanie lewitującego pojazdu w domowym zaciszu. Wystarczy trzy do pięciu dmuchaw do liści i płaska deska, np. surfingowa. Ważne, by materiały były lekkie. Poduszkowiec będzie unosił się nad parkietem lub inną gładką, niezapyloną powierzchnią. Na plaży nie nadaje się do niczego.
- Pływanie motorówką, której nie zdjęto z przyczepy samochodowej.
- Rozmowa przez telefon oraz branie prysznica podczas burzy z piorunami może zakończyć się śmiercią – błyskawica może nie trafić w piorunochron.
- Rozmawianie przez telefon podczas jazdy samochodem jest tak samo niebezpieczne, jak jazda pod wpływem alkoholu.
- Salami może posłużyć jako paliwo do amatorskiej rakiety – siła ciągu okazała się zaskakująco duża.
- Samochód z włączoną klimatyzacją spala więcej paliwa niż taki sam samochód bez uruchomionej klimatyzacji, ale z otwartymi w pełni oknami (prawdziwe tylko do pewnej prędkości, powyżej której opory powietrza powodują większe straty),
- Można zabić człowieka z kuszy z papieru, kleju i gumki od majtek. Historia ponoć wydarzyła się w kalifornijskim Więzieniu Stanowym Pelican Bay. Jako strzała może posłużyć m.in. zaostrzony plastikowy sztuciec. Broń jest jednorazowa. Warunkiem skuteczności jest trafienie w bardzo delikatne miejsce jak tętnica szyjna lub oko.
- Smarowanie salsą krat więziennych w ciągu kilku lat może doprowadzić do korozji, która wystarczy do ich wyrwania ze ściany – proces ten przyśpieszono za pomocą elektrolizy, z wykorzystaniem prostownika od radia.
- Strzelanie z broni palnej pod wodą – możliwe, lecz pocisk nie doleci dalej niż na ok. 2 metry, zależnie od broni. Oprócz tego pistolet kalibru 9 mm nie chciał się przeładować, a dubeltówka eksplodowała.
- Ścinanie drzew ogniem z karabinu maszynowego.
- Tłuczenie kieliszków głosem – wymaga delikatnego szkła i wytrenowanego głosu.
- Toczący się kamień nie porasta mchem – próbka toczyła się w beczce przez pół roku. Drobiny zawsze mogą się przylepić, lecz nie wyrosnąć.
- Uderzenie zapalniczki kijem golfowym powoduje wybuch.
- W domu, w którym rozpylono dużo aerozolu, może nastąpić wybuch – stężenie musi być bardzo wysokie. Konieczne opróżnienie wielu butelek w szczelnie zamkniętym pomieszczeniu. Większość ludzi wcześniej by uciekła.
- Ludzki język może przymarznąć do metalowego pręta.
- Wystarczy być zanurzonym na niewielkiej głębokości, aby pociski broni palnej przestały być zagrożeniem dla życia – potwierdzenie tego mitu było wielkim zaskoczeniem. Okazuje się, że zależnie od broni i kąta strzału, kula rozpryskuje się po 0,5 do 2 metrów. Nawet karabin o prędkości początkowej 900 m/s nie przekroczył tej wartości. Natomiast kule wystrzelone ze starszej broni, mające mniejszą prędkość, okazały się bardziej odporne – i są groźniejsze dla ostrzeliwanego pływaka.
- Zderzone ze sobą ołowiane pociski typu Minié wystrzelone z XIX-wiecznych karabinów mogą się stopić w jedną bryłę.
- Zestresowany kierowca zużywa więcej paliwa niż zrelaksowany.
- Biegnący (nawet wolno) człowiek może przebić szybę w oknie wieżowca.

## Mity częściowo obalone
- Obrót o 360° na huśtawce. Doświadczony cyrkowiec może to zrobić na huśtawce sztywnej. Niemożliwe na zawieszonej na łańcuchach bez zastosowania małej rakiety pod odpowiednim kątem. Co oczywiście jest bardzo niebezpieczne.

## Odcinki tematyczne
Poświęcone przede wszystkim konkretnemu tematowi.

### Samochody
- Cukier dodany do benzyny unieruchamia silnik – obalony.
- Drzwi samochodu chronią przed pociskami z broni palnej – obalony. Wszystkie przeszły na wylot. Drzwi w autach policyjnych i pancernych są kuloodporne.
- Cola zamiast płynu chłodniczego – prawdopodobny, lecz samochód przejedzie relatywnie krótki dystans. Stanie, kiedy wykrystalizuje się cukier.
- Moneta wrzucona do silnika zniszczy go po jakimś czasie – obalony. Temperatura panująca w cylindrze spowoduje błyskawiczne stopienie, a następnie wyparowanie monety. Nie prowadzono prób z monetą z wolframu.
- Płyn do przepychania rur wlany do baku powoduje eksplozję silnika – obalony.
- Strzelając w bak samochodu, powoduje się eksplozję pojazdu – obalony. Za pierwszym razem zwykłą amunicją, a po wielu listach od telewidzów postanowiono powtórzyć próbę za pomocą amunicji zapalającej, co nadal nie potwierdziło mitu. (Zapaliła się jedynie trawa za bakiem, od której zajęła się reszta). Po wielu próbach bak się zapalił, lecz nie wybuchł z powodu wcześniejszego podziurawienia. Twórcy programu spodziewali się też sugestii wypróbowania granatnika.
- Wrzucenie jajka w celu uszczelnienia dziury w chłodnicy – potwierdzony, lecz należy użyć konwencjonalnej metody po dojeździe do warsztatu. W praktyce stosuje się raczej musztardę.
- Wybielacz dodany do oleju niszczy całkowicie układ smarowania – potwierdzony.
- Zatkanie rury wydechowej warzywami lub owocami powoduje zgaśnięcie silnika – obalony. Za każdym razem były „wystrzeliwane”.
- Kulki na mole wrzucone do baku poprawiają działanie silnika – potwierdzony
- Olej roślinny może zastąpić paliwo samochodowe – potwierdzony. W Polsce metoda ta jest nielegalna.
- Jazda samochodem tuż za ciężarówką zmniejsza zużycie paliwa – potwierdzony

### Filmowi włamywacze
- Skradanie się szybem wentylacyjnym tak, by nie wywołać hałasu – obalony.
- Laserowe czujniki – obalony. Grant Imahara stwierdził, że takie urządzenia nie istnieją. Wykorzystywane są tylko w filmach. W prawdziwym życiu mają zastosowanie głównie wykrywacze ruchu na podczerwień. Dlatego nie ma sensu mit, według którego wystarczy rozsypać puder lub użyć sprayu, by wiązka światła stała się widoczna. Dla eksperymentu zbudowano takie urządzenie. Mała ilość pyłu pozwala zobaczyć wiązkę, ale wystarczy go trochę więcej, by wywołać alarm, z uwagi na to, że liczne drobiny pudru przecinają wiązkę.
- Lasery stają się widoczne przez noktowizor – obalony. Tylko ich źródła stają się widoczne, co nie pomaga w ominięciu wiązki.
- Oszukanie czujnika dźwiękowego przez:
  - ubranie z włochatego materiału – obalony,
  - przejście najszybciej jak się da – obalony,
  - trzymanie przed sobą prześcieradła – potwierdzony,
  - przejście najwolniej jak się da – potwierdzony.
- Oszukanie czujnika termowizyjnego przez:
  - rozebranie się do naga – obalony,
  - założenie pianki – obalony,
  - posmarowanie się błotem – obalony,
  - założenie kombinezonu ognioodpornego – potwierdzony.
- Oszukanie czytnika odcisków palców – potwierdzony (wystarczy przyłożyć kartkę z wydrukowanym odciskiem, jednak podczas eksperymentu jednocześnie otworzyły się drzwi i uruchomił się alarm). Lepiej zrobić żelatynową „końcówkę palca” z odciskiem.
- Wspinaczka po zewnętrznej ścianie budynku – prawdopodobny. Naturalnie jest to możliwe, lecz wymaga ogromnej odwagi, siły fizycznej i odporności na czynniki pogodowe. Czasem słyszy się o zapaleńcach wspinających się nawet bez sprzętu na drapacze chmur, po czym zostają aresztowani. Dla większości jest to zbyt wielkie wyzwanie.

### Piraci
- Drzazgi powstałe po uderzeniu kuli armatniej w burtę są groźniejsze od samej kuli – obalony.
- Dwóch ludzi może utrzymać pod wodą odwróconą do góry dnem łódkę z ilością powietrza wystarczającą do oddychania – obalony.
- Improwizowana amunicja – gruby łańcuch, gwoździe i sztućce w pojemniku – skuteczne, drewniane nogi i butelki rumu – obalony.
- Nóż wbijany w żagiel pozwala powoli opuścić się z bocianiego gniazda na pokład na tyle powoli, by natychmiast zacząć się bić – obalony. Prędkość upadku grozi poważnymi kontuzjami. Zarówno ostry, jak i tępy nóż po natrafieniu na refbantę „wyskakuje” z żagla i nie da się go w nim utrzymać.
- Pirackie pranie:
  - Rum nadaje się do usuwania plam – obalony,
  - Odparowany mocz nadaje się do usuwania plam – potwierdzony.
- Śmierć przez zakopanie pirata po szyję przy brzegu morza, a po przypływie utonięcie – potwierdzony. Z suchego piasku można się odkopać w półtorej godziny, lecz przy morzu piasek jest mokry, cięższy i z niego nie da się samemu odkopać.
- Zakładanie opaski na zdrowe oko służyło przyzwyczajeniu go do ciemności. Pirat schodząc pod pokład, przesuwał ją na drugie oko, aby od razu lepiej widzieć. Tej samej sztuczki używali nocą, wychodząc z jasnego wnętrza na zewnątrz – prawdopodobny.

### Wódka
- Tania wódka po wielokrotnym filtrowaniu smakuje jak wysokiej klasy trunek – obalony. Zawodowy degustator nie dał się nabrać. Amatorzy, tak.
- Zimny kompres z wódki – potwierdzony.
- Wódka jako odświeżacz oddechu – potwierdzony.
- Wódka jako środek czyszczący – prawdopodobny. Wódka jednak nie jest tak efektywna, jak standardowy środek czyszczący.
- Wódka jako środek owadobójczy – obalony.
- Wódka łagodzi swędzenie po kontakcie z sumakiem jadowitym – potwierdzony.
- Wódka oczyszcza ubrania z zapachu dymu papierosowego – prawdopodobny.
- Wódka pomaga bezboleśnie usunąć plaster – prawdopodobny.
- Wódka usuwa przykry zapach stóp – potwierdzony.
- Wódka uśmierza ból po poparzeniu przez meduzę – potwierdzony.

### Hipnoza
- Hipnoza odświeża pamięć – potwierdzony.
- Poprzez hipnozę można zmusić kogoś do zrobienia czegoś, czego normalnie nigdy by nie zrobił – obalony.

### Psy
- Nie można nauczyć starego psa nowych sztuczek – obalony.
- Ominięcie psa stróżującego przez:
  - odwrócenie uwagi stekiem – prawdopodobny. Pies początkowo był zainteresowany mięsem, lecz gdy je zjadł, natychmiast zaatakował intruza,
  - odwrócenie uwagi sterowaną zabawką – obalony,
  - odwrócenie uwagi zapachem karmiącej suki – obalony,
  - odwrócenie uwagi zapachem suki w cieczce – potwierdzony,
  - opryskanie się wilczym moczem – prawdopodobny – pies początkowo obwąchał Kari, lecz później ją zaatakował,
  - pozę agresywną – obalony,
  - pozę poddańczą – obalony,
  - przedostanie się w beczce z kołami – obalony – początkowo pies był skonfundowany, ale usiłował przewrócić beczkę z Torim w środku, chwytając za jedną z nóg (doświadczenie przerwano),
  - przedostanie się w kuli dla chomika, powiększonej do rozmiarów człowieka i pokrytej plastikiem – prawdopodobny. Co prawda Kari dotarła do celu, ale nie była w stanie opuścić kuli, nie będąc zaatakowaną przez psa.
- Zmylenie psa tropiącego poprzez:
  - chodzenie po mieście – prawdopodobny – pies jednak był młody i jeszcze nieszkolony do szukania zbiegów w środowisku miejskim,
  - chodzenie zygzakiem i chodzeniem dwa razy po swoich śladach – obalony,
  - posypaniem się kawą i oblaniem się wodą kolońską – obalony,
  - przekroczenie zbiornika wodnego – obalony,
  - rozsypanie pieprzu – obalony,
  - zmianę ubrania – obalony,
- schowanie czegoś maskując to w miejscach, w których człowiek by tego nie znalazł – obalony

### Baseball
- Sucha piłka poleci dalej niż wilgotna – potwierdzony.
- Piłka mocno odbita może unieść się w powietrze – obalony.
- Piłka uderzona kijem wypełnionym korkiem poleci dalej niż uderzona zwykłym – obalony.
- Przy mocnym uderzeniu można zerwać poszycie piłki – obalony. Pogromcom udała się ta sztuczka dopiero po wystrzeleniu piłki z pneumatycznej armaty, po którym ta osiągnęła 703 km/h.
- Ślizgiem można szybciej dotrzeć do bazy – potwierdzony.

### Rekiny
Odcinek poświęcony głównie książce Szczęki i jej niezbyt wiernej filmowej adaptacji oraz innym powszechnym wyobrażeniom o rekinach.
- Rekin jest w stanie zrobić dziurę w drewnianej łodzi – potwierdzony.
- Rekin jest w stanie przewrócić małą łódź rybacką – obalony.
- Strzał do butli z tlenem może wywołać eksplozję – obalony. Butla zachowywała się jak rakieta. Zdetonowano ją dopiero używając C4.
- Uderzenie rekina w nos, oczy lub skrzela odpędza go – prawdopodobny. Nie uzyskano 100% efektu.
- Rekin jest w stanie holować łódź do tyłu – obalony.
- Rekin jest w stanie zanurkować z trzema beczkami i utrzymać je pod wodą – obalony.

### Superbohaterowie
- Pistolety z liną:
  - wbijanie się haka w ścianę – obalony,
  - kieszonkowy mechanizm wciągający – prawdopodobny.
- Podczas pościgu Batman wystrzeliwuje z pojazdu hak z liną, która owija się wokół metalowej konstrukcji i pozwala skręcić mu o 90° bez hamowania – obalony.
- Superbohater może przebrać się w budce telefonicznej – potwierdzone.
- Superbohater uderza złoczyńcę w twarz tak mocno, że zostawia ślad swojego pierścienia – obalony.

### Ciężarówki
- Eksplozja opony ciężarówki może zabić – potwierdzony.
- Jazda za ciężarówką z naczepą zmniejsza zużycie paliwa – potwierdzony.
- Wjazd samochodem na pakę ciężarówki przy dużej prędkości – potwierdzony.

### James Bond
- Człowiek z garniturem metalowych zębów może przegryźć linę poruszającą kolejkę linową – obalony. Pogromcom nie udało się to nawet przy użyciu prasy hydraulicznej. Jamie musiał przeciąć linę nożycami hydraulicznymi.
- Długopis z ładunkiem wybuchowym może zniszczyć tułów manekina – obalony. Pogromcom udało się to dopiero przy użyciu długopisu o nienaturalnie dużych rozmiarach.
- Wyrzucony z ręki melonik z metalowym pierścieniem w rondzie może ściąć głowę kamiennej rzeźbie – obalony.
- Motorówka po wjechaniu na rampę i przelocie w powietrzu może wylądować bez większych uszkodzeń – prawdopodobny. Łódź co prawda obróciła się w powietrzu i zatonęła, lecz Jamie nie zauważył większych uszkodzeń.
- Przestrzelenie butli z propanem przy pomocy pistoletu kaliber 9 mm spowoduje wybuch – obalony. Ekipie udało się przestrzelić butlę za pomocą karabinów, nawet użycie pocisku smugowego nie spowodowało eksplozji. Butla wybuchła dopiero po użyciu materiałów wybuchowych i pocisków zapalających wystrzelonych z karabinu Gatlinga.
- Wstrząśnięte Martini smakuje inaczej niż zmieszane – potwierdzony. Kari, Grant i Anthony Dias Blue (zawodowy kiper) musieli oznaczyć, które Martini jest wstrząśnięte, a które zmieszane. Wszyscy zrobili to dobrze.
- Zegarek z elektromagnesem może zmienić tor lotu pocisku – obalony. Pogromcom nie udało się to nawet przy użyciu kilkunastu supersilnych magnesów.
- Człowiek może przeżyć pod wodą, oddychając powietrzem z opony zatopionego samochodu – obalony. Adam nie był w stanie tego zrobić, chociaż warunki były lepsze niż w filmie (basen z czystą wodą zamiast zamulonego jeziora)

### Alkohol
- Alkohol sprawia, że ludzie wydają się atrakcyjniejsi – prawdopodobny. Adam, Jamie i Kari mieli za zadanie ocenić zdjęcia 30 osób (kobiet i mężczyzn) na trzeźwo i po pijanemu. Na trzeźwo ocena Adama wyniosła 96 punktów (na 300 możliwych), Jamiego 116, a Kari 154. Po wypiciu kilku piw oceny wyniosły odpowiednio 121, 105 i 89. Gdy Pogromcy byli kompletnie pijani, oceny wyniosły odpowiednio 134, 111 i 153. Mimo tak znacznych różnic Pogromcy uznali mit za prawdopodobny, ponieważ końcowe oceny wzrosły, kiedy byli pijani.
- Sposoby na szybkie trzeźwienie:
  - Ćwiczenia fizyczne – prawdopodobny,
  - Uderzenie w twarz – prawdopodobny,
  - Wypicie czarnej kawy – obalony,
  - Zanurzenie głowy w lodowato zimnej wodzie – obalony.

## Ostrzeżenia i autocenzura
Pogromcy mitów kładą silny nacisk na kwestię bezpieczeństwa widza w związku z naturą testowanych mitów, często dotyczących domowych wypadków. W USA oraz niektórych innych państwach wszystkie odcinki rozpoczynają się ostrzeżeniem wygłaszanym przez Adama i Jamiego, natomiast w połowie odcinka emitowane jest drugie ostrzeżenie. Często towarzyszą im zabawne obrazki takie jak Jamie uderzający kijem do baseballa ubranego w strój z licznymi ochraniaczami Adama.
W programie stosowane są różne stopnie cenzury związanej z bezpieczeństwem lub czystą kurtuazją. Wulgaryzmy oraz nazwy składników stosowanych do produkcji niebezpiecznych materiałów są zazwyczaj zagłuszane humorystycznymi efektami dźwiękowymi lub takimi, które wiążą się w jakiś sposób z danym mitem. Inne potencjalnie obraźliwe określenia lub nazwy niebezpiecznych substancji są zastępowane eufemizmami lub czysto naukowymi terminami. Etykiety widoczne na substancjach chemicznych używanych do produkcji niebezpiecznych materiałów są zamazywane, a nazwy tych materiałów nigdy nie są wspominane. Pogromcy dają widzom jasno do zrozumienia, że chociaż są profesjonalistami, w pewnych sytuacjach, takich jak budowanie bomby, potrzebują specjalnego zezwolenia władz lub pomocy ze strony policji i wojska. Czasami dostają też zakaz wykonywania pewnych czynności. Zwykle w programie nie są prezentowane gromadzenie oraz składniki potrzebne do skonstruowania ładunków wybuchowych.
Nazwy marek i firm na produktach pojawiających się w programie lub znajdujących się na elementach ubioru członków ekipy są wycinane poprzez zamazanie albo zasłonięcie naklejką ze znaczkiem Pogromców mitów. Kiedy nazwa produktu wiąże się nierozerwalnie z testowanym mitem (tak jak w przypadku historii „Dietetyczna cola i mentosy”) nazwa oraz logo produktu są pokazywane.

## Bezpieczeństwo
Eksperymenty z bronią palną często przeprowadzane są pod nadzorem policji stanowej. Z materiałami wybuchowymi pracują pirotechnicy, często z policji federalnej. Straż pożarna jest obecna przy sprawdzaniu mitów z ogniem. Z lekarzami konsultuje się mity związane z ciałem.
W czasie realizacji programu dochodziło jednak do wypadków, z których najpoważniejszy wydarzył się 6 grudnia 2011 r. na poligonie policyjnym hrabstwa Alameda. Podczas nagrywania odcinka dotyczącego kamiennych kul armatnich jedna z wystrzelonych kul przeleciała ponad 600 m poza obręb poligonu i uszkodziła dwa budynki mieszkalne oraz zaparkowany samochód w mieście Dublin. W wypadku nikt nie ucierpiał.

## Proces o nazwę
W styczniu 2005 autor książek dla dzieci oraz poszukiwacz przygód Andrew Knight (znany również pod pseudonimem „Bowvayne”) zaczął podejmować kroki prawne w Australii wobec producenta Pogromców mitów, firmy Beyond Productions w związku z domniemanym przywłaszczeniem nazwy Mythbusters. Knight twierdził, że w przeszłości sam stworzył zespół „Pogromców mitów” i stosował tę nazwę od 1988 w odniesieniu do tropienia mitów, duchów, potworów, goblinów oraz innych zagadek tego pokroju w niekonwencjonalny sposób na całym świecie. Knight jest autorem serii książek dla dzieci pod nazwą „Pogromcy mitów”, które wydawał kolejno w 1991, 1993 i 1996. W lutym 2007 Federalny Sąd Australii oddalił żądania Knighta wobec Beyond Productions.

## Popularność i oddziaływanie

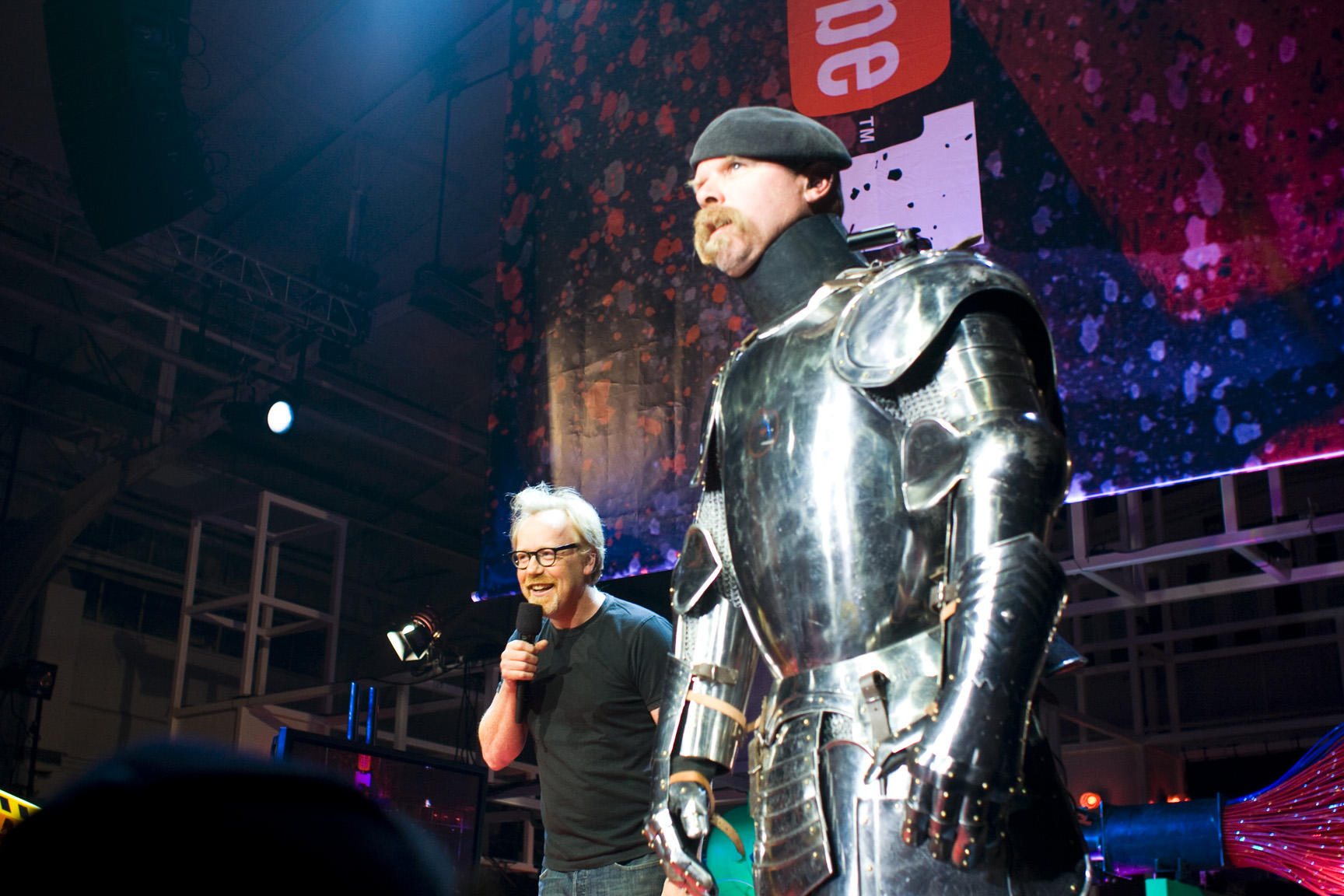
Savage i Hyneman tuż przed „pomalowaniem” Jamiego przy pomocy 20 tysięcy kulek do paintballa

Hyneman i Savage wystąpili w licznych programach rozrywkowych, takich jak: Good Morning America, Late Show with David Letterman, Late Late Show with Craig Ferguson, programie informacyjnym telewizji NPR All Things Considered, radiowych Bob and Tom Show, Countdown With Keith Olbermann, oraz w filmie The Darwin Awards (jako dwaj sprzedawcy broni, którzy sprzedają bohaterowi rakietę JATO). Dziennikarz magazynu Skeptic Daniel Loxton przeprowadził wywiad z tym duetem, który ukazał się pod nazwą „Mythbusters Exposed”. W marcu 2006 Hyneman i Savage przemawiali podczas dorocznej konwencji National Science Teachers Association (Krajowego Stowarzyszenia Nauczycieli Przedmiotów Ścisłych). W październiku 2006 California Science Teachers Association (Kalifornijskie Stowarzyszenie Nauczycieli Przedmiotów Ścisłych) uznało ich za swoich honorowych członków na całe życie. Kilkakrotnie udzielali wywiadów magazynowi Popular Mechanics, m.in. w numerze z września 2009. Hyneman oraz Savage okazjonalnie odwiedzają amerykańskie college, gdzie opowiadają o tym, jak to jest być Pogromcą mitów.
Jamie i Adam pojawiają się w serialu CSI: Kryminalne zagadki Las Vegas (sezon 8., odcinek 15., The Theory of Everything), grając samych siebie. W scenie tej sprawdzano, czy użycie gazu pieprzowego w sprayu, w którym materiałem napędowym jest propan, a potem paralizatora, spowoduje zapłon ubrania zaatakowanej osoby.
W sierpniu 2008 Hyneman i Savage pojawili się na scenie NVISION 08, imprezy sponsorowanej przez firmę NVIDIA. Ich zadaniem było wizualne przedstawienie przewagi procesora karty graficznej nad zwykłym procesorem. Dokonali tego poprzez stworzenie wielkiego obrazu Mona Lisy przy pomocy paintballowych markerów. Ponowne wykonanie tego doświadczenia było transmitowane na żywo przez kanał telewizji internetowej YouTube Live.
Członkowie Build Teamu dają wykłady głównie w college’ach technicznych. Jak dotąd przemawiali m.in. w Worcester Polytechnic Institute, Rensselaer Polytechnic Institute, Massachusetts Institute of Technology, Georgia Institute of Technology oraz w Michigan Technological University. Kari Byron była gościem Davida Lettermana w programie The Late Show 16 stycznia 2006.
Zdarzyło się kilka przypadków, w których osoby, którym udało się przeżyć w sytuacjach groźby utraty życia, wymieniało oglądanie Pogromców mitów jako czynnik, który pomógł im przetrwać. Mieszkająca w St. Martin w Minnesocie Theresa Booth przypisuje zasługę jednemu z odcinków programu za to, że wiedziała, jak należy się zachować, gdy jej samochód zjechał z drogi prosto do rowu melioracyjnego i zaczął napełniać się wodą z rzeki Sauk. W lokalnym serwisie informacyjnym opisano, jak otworzyła drzwi samochodu zaraz po tym, gdy wpadł do wody oraz podkreślono, że wiedzę, jak sobie poradzić zawdzięczała odcinkowi Underwater Car. 19 października 2007 w australijskim Sydney nastoletni Julian Shaw wtoczył mężczyznę leżącego na torach koło stacji kolejowej do bezpiecznego miejsca poniżej peronu. Kiedy mijał ich pociąg, Shaw został w miejscu i wycofał mężczyznę w swoją stronę. Czternastoletni wówczas Shaw przyznał, że wiedzę o postępowaniu w takiej sytuacji zawdzięczał odcinkowi Train Suction.

## Emisja
Pogromcy mitów są emitowani w kilkunastu krajach, głównie przez krajowe edycje kanału Discovery Channel. W części państw program emitowany jest z napisami w danym języku, z głosem lokalnego narratora lub z dubbingiem głosów członków ekipy oraz narratora. W polskiej wersji programu wykorzystywana jest ta druga możliwość. Stosowany w Stanach Zjednoczonych system miar i wag, do którego prowadzący odnoszą się we wszystkich odcinkach, jest zastępowany jednostkami stosowanymi w wybranym państwie, zazwyczaj wedle Międzynarodowego Układu Jednostek Miar. Fragmenty serii były prezentowane w innej produkcji Beyond Television, Spojrzeniu w Przyszłość (Beyond Tomorrow).